# دانيال إي. غارسيا
دانيال إي. غارسيا (بالإنجليزية: Daniel E. Garcia)‏ هو كاهن كاثوليكي أمريكي، ولد في 30 أغسطس 1960 في كاميرون في الولايات المتحدة.